# Gnophos kuldjana
Gnophos kuldjana is een vlinder uit de familie van de spanners (Geometridae).In 1953 publiceerde Wehrli voor het eerst op geldige wijze de wetenschappelijke naam van deze soort.